# 1542 en musique classique
| \| • Retour à la chronologie générale de la musique classique • \| |
| Grèce • Rome • Haut Moyen Âge • VIIIe siècle • IXe siècle • Xe siècle • XIe siècle XIIe siècle • XIIIe siècle • XIVe siècle • XVe siècle • XVIe siècle • XVIIe siècle XVIIIe siècle • XIXe siècle • XXe siècle • XXIe siècle |
| • Retour à la chronologie générale de la musique classique • |

| Années en musique classique : 1539 - 1540 - 1541 - 1542 - 1543 - 1544 - 1545    |
| Décennies en musique classique : 1510 - 1520 - 1530 - 1540 - 1550 - 1560 - 1570 |

## Événements
- Chansonnier de Zeghere van Male, recueil manuscrit de chansons réunies par un riche marchand de Bruges : Zeghere van Male.

## Naissances

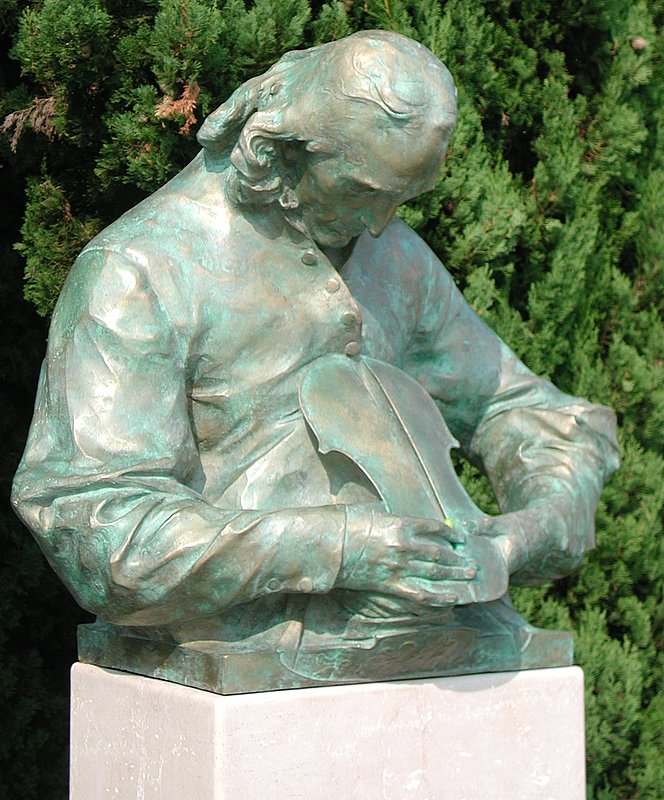
Gasparo da Salò

- 27 janvier : Gioseffo Guami, compositeur, organiste, violoniste et chanteur italien († 1611).
- 20 mai : Gasparo da Salò, luthier italien († 14 avril 1609).

Date indéterminée :
- Antonio Archilei, compositeur, chanteur et luthiste italien de la Renaissance († 1612).
- ou 1543 : André Pevernage, compositeur franco-flamand († 30 juillet 1591).

## Décès
- entre le 2 décembre 1542 et le 10 août 1543 : Ludwig Senfl, compositeur suisse (° 1486).
- Hans Kugelmann, compositeur et trompettiste allemand (° 1495).